# Archiacanthocephala
Archiacanthocephala je razred v deblu Acanthocephala.

## Redi
| Red                  | Število manjših skupin (vrsta, podvrsta ...) |
| -------------------- | -------------------------------------------- |
| Apororhynchida       | 9                                            |
| Gigantorhynchida     | 77                                           |
| Moniliformida        | 26                                           |
| Oligacanthorhynchida | 122                                          |